# Hermann Brauns
Hermann Brauns (* 19. September 1838 im Forsthaus Selzerthurm bei Uslar am Solling; † 5. Juni 1911 in Eisenach) war ein deutscher Hütteningenieur, Industriemanager und Politiker (NLP).

## Leben
Brauns war evangelisch-lutherischer Konfession und der Sohn des hannoverschen Forstmeisters Wilhelm Brauns. Er studierte zunächst Chemie und dann Hüttenkunde. 1863 wurde er – im Alter von 25 Jahren – Chef des Krupp’schen Stahlwerks in Essen, wo er das erste Bessemerwerk Deutschlands technisch ausgestaltete, verbesserte und bis 1873 leitete. Von 1873 bis 1877 war er technischer Direktor des Georgs-Marien-Bergwerks- und Hüttenvereins in Georgsmarienhütte. Unter seiner Leitung wurde dort die Erschmelzung eines brauchbaren Bessemereisens aus regionalen Erzen möglich gemacht. Dies konnten nur wenige deutsche Hütten leisten. 1877 wurde Brauns technischer Leiter der Union, AG für Bergbau, Eisen- und Stahl-Industrie in Dortmund und leitete 1885–1902 das Unternehmen als Generaldirektor. In seiner Amtszeit wuchs das Unternehmen deutlich. Brauns Interesse galt Verkehrsfragen. Er engagierte sich für den Bau des Dortmund-Ems-Kanals und des Dortmunder Hafens.
Brauns war 1884 und 1885 Vorstandsmitglied im Verein Deutscher Ingenieure (VDI). Von 1899 bis 1905 war er Abgeordneter im Provinziallandtag der Provinz Westfalen für die NLP und den Wahlkreis Stadt Dortmund. In Dortmund war er Stadtverordneter und stellvertretender Stadtverordnetenvorsteher. Daneben war er Präsident der Handelskammer zu Dortmund. Er wurde mit dem Ehrentitel Kommerzienrat ausgezeichnet.